# Hacienda Tecate
Hacienda Tecate es una localidad del estado mexicano de Baja California. Es parte del municipio de Tecate. Fue fundada el 15 de diciembre de 2003.

## Demografía
| Censo | Población |
| ----- | --------- |
| 2005  | 855       |
| 2010  | 1 871     |
| 2020  | 2 572     |